# Bundesstraße 491
Pour les articles homonymes, voir Route 491.
La Bundesstraße 491 est une Bundesstraße du Land de Bade-Wurtemberg.

## Histoire
La route entre Tuttlingen et Engen est construite en 1752. En 1901, elle est nommée badische Staatsstraße Nr. 59. Au début des années 1970, cette route est établie comme Bundesstraße pour améliorer la connexion de Tuttlingen à Engen.

## Source
- (de) Cet article est partiellement ou en totalité issu de l’article de Wikipédia en allemand intitulé « Bundesstraße 491 » (voir la liste des auteurs).

1. ↑  (de) « Die Bundes- und Reichsstraßen in Deutschland - Nr. ab 399 » [archive du 15 octobre 2008], sur home.arcor.de (consulté le 18 juillet 2025)